# Хирургический робот

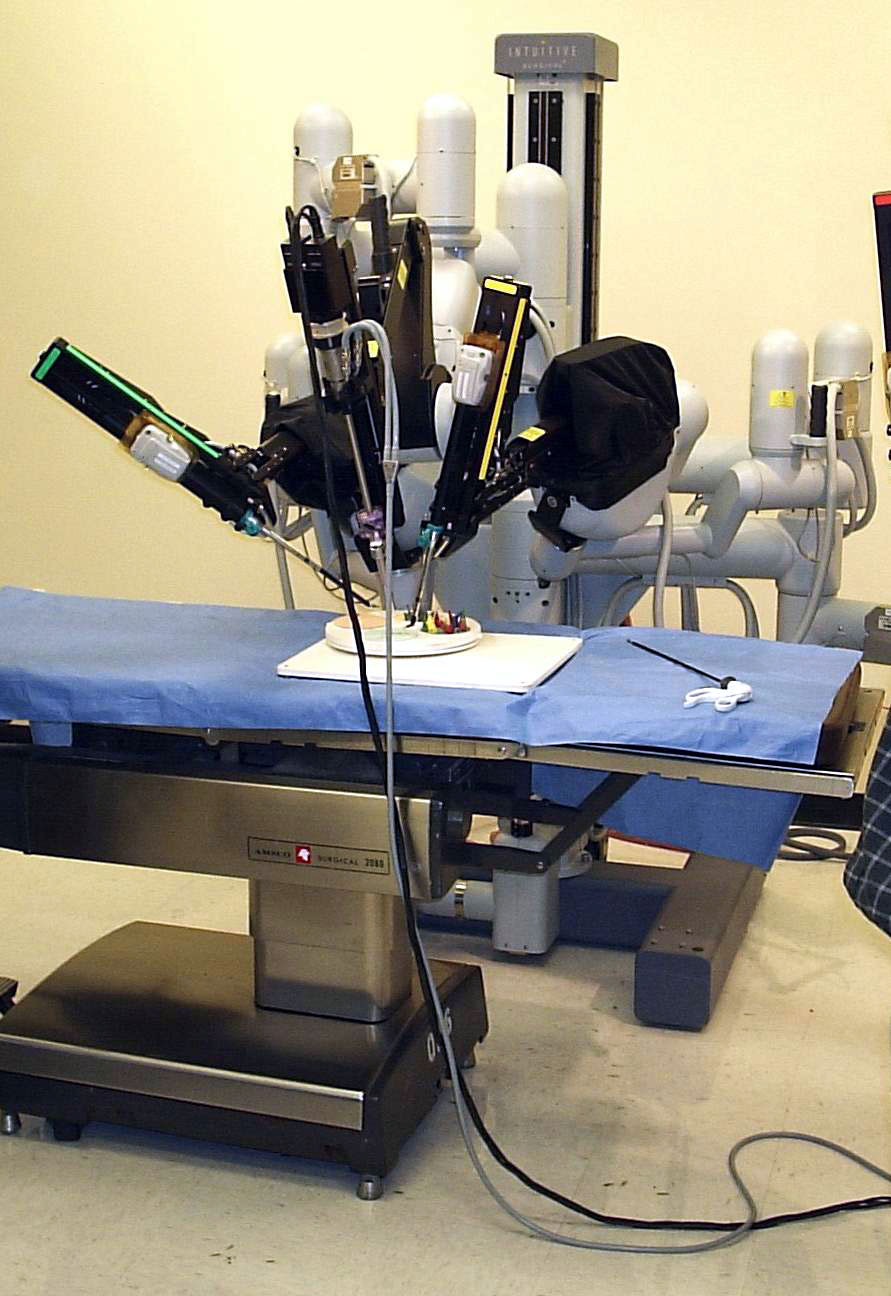
Роботизированная хирургическая система используется в урологии при хирургическом лечении рака предстательной железы, почек, мочевого пузыря и в гинекологии.

Хирургический робот — медицинский робот используемый во время хирургической операции.

## Описание

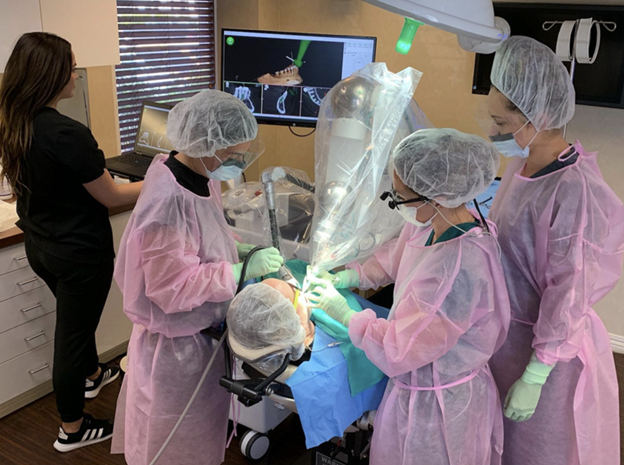
хирургический робот Yomi для стоматологии

Использование хирургических роботов позволяет использовать два метода управления хирургическими инструментами:
- полуавтоматический — непосредственное управление хирургом дистанционным телеманипулятором для выполнения движений, связанных с операцией. Роботизированные руки выполняют необходимые движения, используя манипуляторы для выполнения реальной операции и датчики для контроля производимых действий. Одним из преимуществ этого метода является то, что от хирурга не требуется входить в непосредственный контакт с оперируемым, что открывает возможности к дистанционному проведению операций. На этом уровне существуют различные степени автоматизации роботизированных хирургических систем, от нулевого (отсутствие автоматизации, врач выполняет все манипуляции самостоятельно) до высокого уровня (с минимальным участием врача, например наложение швов)[1].
- автоматический — проведение массовых типовых операций полностью под управлением робота[1].

## История
Первым роботом, который помогал в хирургии, был Arthrobot, который был впервые разработан и использован в Ванкувере в 1985 году. Этот робот помогал в манипулировании и позиционировании ноги пациента по голосовой команде. В течение первых 12 месяцев было выполнено более 60 артроскопических хирургических процедур. Другие робототехнические устройства, разработанные в то же время, включали робота-медсестру, который передавал операционные инструменты по голосовой команде, и роботизированную руку-манипулятор для медицинской лаборатории.
В 1985 году была проведена первая успешная операция с помощью робота PUMA-560 на головном мозге. Три года спустя (1988) при помощи PUMA-560 была проведена операция на предстательной железе.
В конце 1980-х годов в Лондоне был разработан PROBOT, который затем использовался для операций на простате. Преимуществами этого робота были его небольшой размер, точность исполнения операции и отсутствие усталости для хирурга.
В 1992 году была внедрена система ROBODOC, которая произвела революцию в ортопедической хирургии, обеспечивая помощь в операциях по замене тазобедренного сустава. ROBODOC был первым хирургическим роботом, одобренным Управлением США по санитарному надзору за качеством пищевых продуктов и медикаментов. Система ROBODOC созданная Integrated Surgical Systems (в тесном сотрудничестве с фирмой IBM) позволила фрезеровать точные фитинги в бедренной кости для замены тазобедренного сустава, что обеспечило замену предыдущего ручного метода вырезания бедренной кости для имплантата.
В начале 1990-х группа разработчиков, включающая специалистов НАСА, создала модель руки-манипулятора, аналога кисти хирурга. Одна из основных задач проекта — дать возможность хирургу почувствовать работу на оперируемом, находясь на удалении от него.
Было осуществлено внедрение таких хирургических систем, как Da Vinci и ZEUS. Первая роботизированная операция была проведена в США в Университетском медицинском центре штата Огайо.
С 2004 года три типа операций на сердце выполняются с использованием роботизированных систем хирургии:
- устранение дефекта межпредсердной перегородки;
- восстановление митрального клапана;
- коронарное шунтирование.

Роботизированная хирургия завоевала позиции в торакальной хирургии для патологий средостения, лёгочных патологий и в последнее время сложной хирургии пищевода.
В России разработка роботизированных систем различного назначения ведутся в МГУ.
Роботическая хирургия более 20 лет успешно применяется в различных областях хирургии: урологии, гинекологии, абдоминальной и торакальной хирургии - наряду с лапароскопической хирургией, став еще одним инструментом в руках хирурга на пути спасения человеческой жизни. 
Внедрение робот-ассистированной хирургии проходит не так быстро, как лапароскопической хирургии, и этому есть объективное объяснение: стоимость самой системы, расходных материалов, сервисного обслуживания, а также сложность обучения специалистов. Все это является препятствиями для успешного внедрения роботической хирургии в рутинную практику.
С появлением на мировом рынке других игроков – компаний, которые стали производить роботов-хирургов, ситуация стала меняться кардинальным образом. Стоимость таких систем и расходных материалов на порядок ниже, а специалисты теперь могут сделать выбор в пользу той или иной системы.
Одной из таких систем стала Роботическая Хирургическая система Dixion Revo-i корейского производства.
С 2018 года хирургическая роботическая система Dixion Revo-i вышла на мировой рынок. Уже в 2025 году она инсталлирована и успешно спасает жизни благодаря хирургам по всему миру: Южная Корея, Таиланд, Марокко, Узбекистан, Филиппины, Парагвай, а в 2024 году хирургическая роботическая система Dixion Revo-i была зарегистрирована и в Российской Федерации. 

## Телехирургия
Армия США заинтересованна в сокращении безвозвратных потерь на поле боя за счёт применения хирургических роботических систем в боевых точках, в то время как хирург-оператор находится на удалении от места непосредственных событий и дистанционно, с использованием элементов телемедицины. При финансовой поддержке Армии была разработана система, посредством которой раненный солдат загружался в транспортное средство с роботизированным хирургическим оборудованием, а хирург из мобильного госпиталя, управляя роботической системой, выполнял оперативные вмешательства. Эта система позволяла оказывать высокотехнологичную помощь непосредственно на поле боя, минуя этап эвакуации.

## Хирургические роботы
Да Винчи — роботизированная система для осуществлении лапароскопических операций, широко используется в урологии, в частности, при хирургическом лечении рака предстательной железы, почек и мочевого пузыря, а также в гинекологии.
Роботическая система ZEUS похожа в своих возможностях на систему Da Vinci, но имеет ряд конструктивных отличий. Система состоит из консоли управления и трёх рук-манипуляторов, которые крепятся к операционному столу. Правый и левый манипуляторы повторяют движения рук хирурга, а третий — AESOP — роботическая рука с голосовым управлением для навигации эндоскопа. Консоль управления состоит из монитора и эргономично расположенных ручек-манипуляторов для управления роботическими инструментами. Система позволяет использовать, как традиционные инструменты для лапароскопической хирургии, так и инструменты, имеющие 7 степеней свободы.
Инженеры Оксфордского университета создали робота для операций на глазах. Устройство под названием R2D2 (Robotic Retinal Dissection Device) успешно прооперировало уже 12 пациентов. Однако конструкция робота все еще требует доработки.
Среди других примеров — робот ARTAS для операций по пересадке волос и робот для операций на черепе RoBoSculpt (еще не прошел клинические испытания).
Хирургическая роботическая система Dixion Revo-i представляет из себя модульную систему, состоящую из стойки визуализации, консоли пациента с 4-мя роботическими руками-манипуляторами и консоли хирурга. Отличительной особенностью системы является ее невысокая стоимость по сравнению с аналогичным оборудованием, сниженная стоимость на инструментарий, высококачественная оптическая система с глубоким 3D и беспрецедентной детализацией и увеличенный ресурс инструментов.
Главное, что отличает систему Dixion Revo-i от аналогов - это отсутствие блокировки инструментов. 

## Преимущества роботизированной хирургии
- Минимальная болезненность после операции
- Снижение риска инфицирования раны
- Снижение необходимости переливания крови
- Быстрое выздоровление и короткий послеоперационный период
- Минимальный риск осложнений, характерных для традиционной хирургии
- Улучшенный косметический эффект благодаря отсутствию больших послеоперационных шрамов
- Исключение риска заражения хирурга

Операции с помощью робота относятся к малоинвазивной хирургии и могут осуществляться через очень небольшие отверстия (лапароскопический доступ), оставляя лишь небольшие отметины на теле, которые быстро заживают. При этом робот находится под полным контролем хирурга и ассистентов. Риск при оперировании сводится к нулю, а у пациента практически не остается послеоперационных шрамов. Роботизированная хирургия широко распространяется по всему миру, поскольку использование этой технологии может позволить делать многие операции, которые считались ранее невозможными.

## Недостатки роботизированной хирургии
Основной минус роботизированной хирургии — высокая стоимость операций. Она обуславливается высокой стоимостью роботов. Эммет Коул, техасский специалист по роботизированной хирургии, утверждает: чтобы сделать аппарат «Да Винчи» рентабельным, клинике нужно в течение шести лет ежегодно проводить 150—300 операций с применением этой системы.
Использование роботизации не было одобрено для хирургии рака (с 2019), поскольку не являются доказанными безопасность и полезность в таких случаях этого способа.
К наиболее известным недостаткам при осуществлении малоинвазивных лапароскопических операций относятся: отсутствие тактильной обратной связи, ограничение движений хирурга техническими возможностями рабочего инструмента, отсутствие трёхмерного изображения, мешающее координации и снижающее манёвренность.
С появлением Роботической Хирургический системы Dixion Revo-i хирургам больше не нужно думать о "количестве жизней" инструмента, так как в данной системе инструменты не блокируются, что значительно снижает финансовую нагрузку на клинику, пациента и на всю систему Здравоохранения в целом, и позволяет выполнить большее количество роботизированных хирургических вмешательств большему количеству пациентов, нуждающихся в них. 